# Slaughter on Tenth Avenue
Slaughter on Tenth Avenue (bra: Assassinato na 10ª Avenida) é um filme policial noir estadunidense de 1957 dirigido por Arnold Laven e estrelado por Richard Egan, Jan Sterling, Dan Duryea e Julie Adams.
É baseado na história do livro de não ficção The Man Who Rocked the Boat, uma autobiografia de William Keating, interpretado por Egan no filme. O livro narra as experiências de Keating como promotor público assistente e como conselheiro do Comitê Anticrime da cidade de Nova York.

## Elenco
- Richard Egan como William Keating
- Jan Sterling como Madge Pitts
- Dan Duryea como John Jacob Masters
- Julie Adams como Dee
- Walter Matthau como Al Dahlke
- Charles McGraw como Tenente Anthony Vosnick
- Sam Levene como Howard Rysdale
- Mickey Shaughnessy como Solly Pitts
- Harry Bellaver como Benjy Karp
- Nick Dennis como Midget
- Joe Downing como Eddie 'Cockeye' Cook
- Ned Wever como Capitão Sid Wallace
- Billy M. Greene como "Monk" Mohler
- John McNamara como Juiz
- Amzie Strickland como Sra. Cavanagh
- Mickey Hargitay como Big John